# Petras Bužinskas
Petras Bužinskas ist ein litauischer Förster und ehemaliger Politiker, Vizeminister, stellvertretender Forstwirtschaftsminister Litauens.

## Leben
In Sowjetlitauen absolvierte Bužinskas das Diplomstudium an der Fakultät für Waldwirtschaft an der Lietuvos žemės ūkio akademija in Kaunas und arbeitete als Forstingenieur.
Am 11. März 1992 ernannte der litauische Premierminister Gediminas Vagnorius ihn zum Stellvertreter des Forstministers im Kabinett Vagnorius I. 1997 leitete Bužinskas eine Unterabteilung am Forstdepartament am Landwirtschaftsministerium Litauens.
Sein Sohn ist Gintautas Bužinskas (* 1960), Jurist, ehemaliger Justizminister.